# New Castle (Virginia)
New Castle település az Amerikai Egyesült Államok Virginia államában, Craig megyében, melynek megyeszékhelye is. Lakosainak száma 125 fő (2020. április 1.).

## Népesség
A település népességének változása:

| 2010 | 153 |
| 2020 | 125 |